# Људмила Руденко
Људмила Владимировна Руденко (рус. Людмила Володимировна Руденко; Лубни, 27. јул 1904 — Лењинград, 4. март 1986) је била совјетска шахисткиња и други женски светски шампион у шаху од 1950. до 1953. године. Руденко је била интернационални мајстор ФИДЕ и женски интернационални мајстор.

## Биографија
Рођена је у месту Лубни у региону Полтава у Украјини. Отац је научио да игра шах кад је имала 10 година иако је у почетку више привлачило пливање. После средње школе преселила се у Одесу где је дипломирала економију. Људмила Руденко је постала шампион Одесе у пливању на 400 m прсним стилом. Њено занимање било је економски планер за Совјетски Савез, а шах јој је био само хоби.
Из Москве у којој је живела неко време се преселила у Лењинград и тамо је упознала научника Лава Давидовича Голдштајна за кога се и удала; 1931. године добили су сина.
У Другом светском рату, Руденко је организовала воз за евакуацију деце из опседнутог Стаљинграда. Она ће ово описати као најважнију ствар коју је постигла у животу.

## Шаховска каријера
Почела је да игра на шаховским турнирима 1925. године пошто се преселила у Москву. У Лењинграду је 1929. године тренирала шах с шаховским мајстором Петром Романовским. У врх светског женског шаха ушла је тек кад је имала око 40 година.
Светска шампионка у шаху Вера Менчик умрла је 1944. године за време ваздушног напада, и тако је после рата у зиму 1949-1950. Светска шаховска федерација (ФИДЕ) организовала у Москви турнир да се добије нови женски шампион.
Такмичило се шеснаест жена из дванаест земаља, а четири совјетске играчице заузеле су прва четири места. Победница је била Људмила Руденко и држала је титулу светске шампионке док није изгубила од Елизавете Бикове 1953. године у следећем циклусу.
После рата тренери Људмиле Руденко били су Александар Толуш и Григориј Левенфиш.